# Lucius Antistius Burrus
Lucius Antistius Burrus († 189) war ein römischer Politiker und Senator im letzten Drittel des 2. Jahrhunderts. 
Sein Status ist trotz des Suffektkonsulats seines Vaters Quintus Antistius Adventus Postumius Aquilinus unklar, wahrscheinlich jedoch war er Patrizier. Verheiratet war er mit einer Schwester des Kaisers Commodus, Vibia Aurelia Sabina. Zusammen mit seinem kaiserlichen Schwager war er 181 ordentlicher Konsul.
Sieben Jahre nach dem Vertrauensbeweis wurde Antistius Burrus jedoch in eine Verschwörung gegen Commodus verwickelt. Er soll von anderen Senatoren aus Nordafrika, darunter Gaius Arrius Antoninus, als Anwärter auf den Kaiserthron gedacht gewesen sein und wurde deshalb vom Prätorianerpräfekten Marcus Aurelius Cleander getötet, nachdem ihn der spätere Kaiser Pertinax angezeigt haben soll.